# Утар-Єлга
Ута́р-Єлга́ (рос. Утар-Елга, башк. Утарйылға) — присілок у складі Татишлинського району Башкортостану, Росія. Входить до складу Нижньобалтачевської сільської ради.
Населення — 54 особи (2010; 59 у 2002).
Національний склад:
- удмурти — 95 %